# Berry-Index
Der Berry-Index (BI) gibt den Grad der Diversifikation eines Konzerns an. Der Berry-Index basiert auf dem Herfindahl-Index.
Berechnet wird er als Komplement der Summe der quadrierten Umsatzanteile (in %) aller eigenständigen Bereiche eines Unternehmens.
{\displaystyle BI=1-\sum _{i=1}^{n}{p_{i}^{2}}}
Beispiel: {\displaystyle p_{i}} seien hier die Umsatzanteile in Prozent:

{\displaystyle p_{1}}: 10 %

{\displaystyle p_{2}}: 20 %

{\displaystyle p_{3}}: 30 %

{\displaystyle p_{4}}: 40 %

Berechnung:
{\displaystyle {\text{Berry-Index}}=1-(0{,}1^{2}+0{,}2^{2}+0{,}3^{2}+0{,}4^{2})=0{,}7}
Der Wert des Berry-Index liegt zwischen 0 und 1.
0 bedeutet nicht diversifiziert (single business bzw. vollkommene Spezialisierung auf ein Produkt), je mehr der Wert gegen 1 tendiert, desto diversifizierter ist das Gesamtunternehmen.

## Gemischter Berry-Index
Eine Modifikation des BI berücksichtigt zzgl. die geographische Diversifikation:
{\displaystyle BG=1-{\sqrt {\sum _{i=1}^{n}p_{i}^{2}\cdot \sum _{j=1}^{m}r_{j}^{2}}}}
{\displaystyle r_{j}} ist der Umsatzanteil der Region j.

## Numbers Equivalent
Der Numbers Equivalent (NE) gibt an in wie vielen Bereichen ein perfekt diversifiziertes vergleichbares Unternehmen tätig sein würde:
{\displaystyle NE={\frac {1}{1-BI}}}

## Beispiel
Unternehmen A ist in 3 Bereichen tätig und hat einen BI von 0,5.
{\displaystyle NE={\frac {1}{1-0,5}}=2}
Das heißt, dass ein Unternehmen mit nur 2 Bereichen denselben BI haben kann, wie Unternehmen A.